# Qian Xingcun
Qian Xingcun (* 6. Februar 1900 in Wuhu, Anhui; † 17. Juni 1977), auch bekannt unter dem Pseudonym Aying oder A Ying, war ein chinesischer Literaturkritiker und Literaturhistoriker. Um 1930 begann er, als Mitglied der Kommunistischen Partei und der ständigen Kommission der Liga linksgerichteter Schriftsteller, Materialien über die chinesische Literatur der Moderne und aus den Ming- und Qing-Dynastien zu sammeln und zu studieren. Seine Veröffentlichungen, darunter Schriftstellerinnen des Modernen China (1933) und Zwei Gespräche über den Roman (1958), haben einen wichtigen Beitrag zur Dokumentation der modernen chinesischen Kultur geleistet.